# Дунав-Драва (национален парк)
Дунав-Драва (на унгарски: Duna-Dráva Nemzeti Park) е национален парк в Южна Унгария, в областите Шомод, Бараня и Толна.
Територията на парка не е непрекъсната, а се състои от 21 отделни района, разпръснати на голяма площ, главно по поречието на Дунав и неговия приток Драва, както и в междуречието на тези реки.
Най-ценните територии между реките са защитени от 1962 г., а националният парк е обявен през 1996 г. Общата площ на парка е 494,79 км².
В блатистите места могат да се видят морски орли, чапли, черни щъркели и други видове животни. Само в този район на Унгария се намират 7 безгръбначни вида, основно насекоми, например ручейниците.